# 中国大陆电视剧列表 (2009年)
本条目罗列2009年首播的中国大陆电视剧（含网络剧）。

## 古装/民初/都市/婚姻/青春/科幻
注：集数以国家广播电影电视总局公布为准，语言以普通话为主，按首播日期排序
| 剧名                  | 集数 | 专题                        | 首播(地方台/视频网)                    | 首播(卫视/央视)                        | 主演                                                               | 题材 |
| --------------------- | ---- | --------------------------- | -------------------------------------- | -------------------------------------- | ------------------------------------------------------------------ | ---- |
| 新情义无价            | 40   |                             | 1月6日 重庆影视频道                    | 5月14日 安徽卫视                       | 黄海波，潘粤明，舒砚，刘梓娇                                       | 民初 |
| 少年讼师纪晓岚        | 34   |                             | 1月8日 湖北综合频道                    |                                        | 黄维德、伊能静、乔振宇、王刚                                       | 古装 |
| 丑女无敌2             | 72   |                             |                                        | 1月12日 湖南卫视                       | 李欣汝、刘晓虎、毛俊杰、李芯逸                                     | 都市 |
| 大理公主              | 31   |                             |                                        | 1月12日 央视八套                       | 林心如，刘涛，王斑，樊志起                                         | 古装 |
| 青春舞台              | 12   |                             |                                        | 1月19日 央视少儿频道                   | 韩庚、黄奕、张峻宁、关智斌、容祖儿、郑希怡                         | 青春 |
| 玫瑰江湖              | 30   | 网页 （页面存档备份，存于） | 1月22日 广州综合频道                   |                                        | 霍思燕、孙菲菲、钟汉良、何晟铭、刘松仁、陈键锋、冯绍峰、邓萃雯     | 民初 |
| 锁清秋                | 35   | 网页                        | 1月22日 上海电视剧频道                 | 12月25日 安徽卫视                      | 安以轩、冯绍峰、李彩华、何晟铭、米雪、伊能静、邓家佳               | 民初 |
| 中国古代爱情故事新编  | 60   |                             |                                        | 1月26日 广西卫视                       | 姜妍、王磊、高洋、郑磊                                             | 古装 |
| 封神榜II              | 40   | 网页 （页面存档备份，存于） | 1月31日 齐鲁电视台                     |                                        | 吕良伟、林心如、刘德凯、苗海忠、黄维德                             | 古装 |
| 家有公婆              | 40   | 网页 （页面存档备份，存于） | 2月3日 北京文艺频道                    | 2012年2月4日 央视八套                  | 杨童舒、张铎、隋俊波、王同辉、王丽云                               | 婚姻 |
| 包青天                | 61   | 网页 （页面存档备份，存于） | 2月4日 高清翡翠台                      |                                        | 金超群、何家劲、范鸿轩                                             | 古装 |
| 大约在冬季            | 22   |                             |                                        | 2月6日 央视八套                        | 吴奇隆，左小青，姜鸿，吴孟达                                       | 都市 |
| 我是一棵小草          | 43   |                             | 2月13日 吉林都市频道                   | 8月5日 山东/陕西/云南/辽宁卫视         | 姚芊羽、保剑锋、娟子、佟丽娅                                       | 青春 |
| 大宅院的女人          | 39   |                             | 3月11日 昆明综合频道                   | 2010年3月12日 广西/山西/山东(下午)卫视 | 英达 / 雷恪生 / 陈锐 / 王丽云 / 虞梦                               | 民初 |
| 倾城之恋              | 34   |                             |                                        | 3月14日 央视八套                       | 陈数、王学兵、程莉莎、孔祥玉、关少曾、黄觉、刘一含、王媛可         | 民初 |
| 夺子战争              | 25   |                             | 3月15日 山西电视台                     |                                        | 潘虹、傅艺伟、马苏                                                 | 民初 |
| 寒夜                  | 30   |                             | 3月18日 上海文艺频道                   |                                        | 赵文瑄，刘涛，吕中，董勇，董蓉蓉                                   | 民初 |
| 书剑恩仇录            | 40   |                             | 3月20日 中国教育台3套                  |                                        | 乔振宇、郑少秋、刘德凯、周丽淇、颖儿、路晨                         | 古装 |
| 郑和下西洋            | 50   | 网页 （页面存档备份，存于） |                                        | 3月25日 央视八套                       | 罗嘉良、唐国强、于小慧、杜雨露                                     | 古装 |
| 柳叶刀                | 24   | 网页 （页面存档备份，存于） | 3月26日 南方影视频道                   | 5月11日 广西/河北/江苏卫视             | 王学兵，李光洁，张歆艺                                             | 都市 |
| 铠甲勇士              | 52   |                             | 3月28日 哈哈少儿频道                   |                                        | 吴建飞、柏栩栩、郭帅、张超、秦炎仕、周珏婷                         | 科幻 |
| 单亲妈妈              | 26   |                             | 4月7日 四川影视频道                    | 11月23日 浙江卫视                      | 陈松伶、刘恺威、刘庭羽、蒋毅                                       | 都市 |
| 深宅                  | 34   | 网页 （页面存档备份，存于） | 4月7日 山东影视频道                    | 2010年11月25日 青海卫视                | 秦岚、林文龙、郑佩佩、汤嬿                                         | 民初 |
| 我的青春谁做主        | 32   | 网页 （页面存档备份，存于） |                                        | 4月12日 央视一套                       | 赵子琪、王珞丹、林园、陆毅、朱雨辰                                 | 都市 |
| 宝莲灯前传            | 46   | 网页 （页面存档备份，存于） |                                        | 4月14日 央视八套                       | 焦恩俊、周扬、刘晓庆、刘涛                                         | 古装 |
| 爱没有错              | 36   |                             | 4月18日 陕西都市青春频道               | 2011年4月21日 河北卫视                 | 俞小凡，杜俊泽，白庆琳，张天其，周子涵                             | 都市 |
| 生于80后              | 26   |                             | 4月20日 天津滨海频道                   |                                        | 唐嫣，张一山，高云翔                                               | 青春 |
| 玫瑰刺                | 24   |                             | 4月21日 济南新闻频道                   |                                        | 李立群，曾宝仪                                                     | 都市 |
| 三七撞上二十一        | 30   |                             |                                        | 4月27日 东方/重庆卫视                  | 王千源，闫妮，张译，邢宇菲                                         | 婚姻 |
| 安与安寻(第一季)      | 12   |                             | 5月1日 视频网                          |                                        | 张俪                                                               | 都市 |
| 万卷楼                | 100  |                             | 5月5日 杭州综合频道                    | 7月20日 深圳卫视(上午)                 | 郭冬临、刘敏                                                       | 古装 |
| 暗香 / 被爱放逐       | 33   |                             | 5月22日 广东公共频道                   | 2011年8月24日 云南卫视                 | 黄晓明、王珞丹、杨幂                                               | 都市 |
| 明星危情              | 26   |                             | 6月25日 沈阳影视频道                   | 2010年6月21日 江西卫视                 | 董勇、温峥嵘、杨斯、莫诗旎                                         | 都市 |
| 微笑在我心            | 36   | 网页 （页面存档备份，存于） |                                        | 6月27日 湖南衛視                       | 明道、张嘉倪、徐洁儿、马可、张芯瑜                                 | 都市 |
| 仙剑奇侠传三          | 37   | 网页 （页面存档备份，存于） | 6月28日 浙江台州公共财富频道           | 2010年2月14日 江苏卫视                 | 胡歌、杨幂、霍建华、唐嫣、刘诗诗                                   | 古装 |
| 牛郎织女              | 35   | 网页 （页面存档备份，存于） |                                        | 6月29日 央视八套                       | 田亮、安以轩、秦汉、宋佳                                           | 古装 |
| 北方有佳人            | 34   |                             | 6月 吉林都市频道                       | 2010年3月12日 浙江/山东/四川/重庆卫视  | 陈小艺、寇振海、申军谊、林妙可                                     | 民初 |
| 少林寺传奇2           | 50   |                             |                                        | 7月6日 浙江/山东/重庆/河南卫视         | 元彪、林志颖、梁家仁、午马                                         | 古装 |
| 我用音乐说爱你        | 7    |                             | 7月11日 上海好乐迪                     |                                        | 唐禹哲、戴娇倩、袁成杰、王壑生、杨沂宁、娄艺潇                     | 青春 |
| 青春进行时            | 100  |                             |                                        | 7月13日 东方卫视                       | 付辛博、韦炜、井柏然、田海、曹苑、张馨予、何琢言                   | 都市 |
| 女孩冲冲冲            | 36   |                             | 7月15日 哈尔滨影视频道                 |                                        | 井柏然、杨紫、黄圣依、杨子、刘仪伟                                 | 青春 |
| 鐵齒銅牙紀曉嵐4       | 34   | 网页 （页面存档备份，存于） | 7月17日 济南新闻频道                   |                                        | 張國立、張鐵林、王剛、楊麗菁、袁立、張庭、楊千嬅                   | 古装 |
| 爱在日月潭            | 34   |                             | 7月20日 北京文艺频道                   |                                        | 林心如、文章、柯叔元、蔣欣                                         | 都市 |
| 蜗居                  | 35   | 网页 （页面存档备份，存于） | 7月27日 上海电视剧频道                 | 11月16日 东方卫视                      | 海清、李念、郝平、张嘉译、文章                                     | 都市 |
| 寻人启事              | 26   |                             | 7月 视频网                             | 11月13日 陕西/广东卫视                 | 李光洁，郝蕾，贾青                                                 | 都市 |
| 加油，优雅！          | 40   |                             |                                        | 8月3日 东方卫视                        | 王丽坤、王雷                                                       | 都市 |
| 爱情公寓1             | 20   |                             |                                        | 8月5日 江西卫视                        | 陈赫、娄艺潇、孙艺洲、王传君、李金铭、金世佳、赵霁                 | 都市 |
| 一起来看流星雨        | 36   | 网页 （页面存档备份，存于） |                                        | 8月8日 湖南卫视                        | 郑爽、张翰、俞灏明、魏晨、朱梓骁                                   | 都市 |
| 滚滚血脉 / 離家十萬里 | 34   |                             | 8月14日 客家電視台                     |                                        | 何家劲，白静，萧大陆，午马                                         | 民初 |
| 爱·盛开               | 30   | 网页 （页面存档备份，存于） | 8月17日 深圳电视台电视剧频道           |                                        | 黃覺、曾愷玹、宋寧、六月、黎萱                                     | 民初 |
| 丑女无敌3             | 44   |                             |                                        | 8月30日 湖南卫视                       | 李欣汝、刘晓虎、毛俊杰、李芯逸                                     | 都市 |
| 云袖                  | 36   |                             | 9月1日 河北农民频道                    | 2010年11月11日 山东/青海卫视           | 刘晓庆、恬妞、阿峰、李艳冰                                         | 民初 |
| 情非情                | 27   |                             | 9月8日 广州影视频道                    | 2011年5月20日 安徽卫视                 | 江一燕、任重、王新、陈彦妃、刘庭羽                                 | 都市 |
| 跟我的前妻谈恋爱      | 22   |                             | 9月14日 天津滨海频道                   |                                        | 宋佳、耿乐、史光辉、焦俊艳                                         | 都市 |
| 完美结局              | 28   |                             |                                        | 9月15日 安徽卫视                       | 罗嘉良，苏岩，苗圃，白冰                                           | 都市 |
| 难为女儿红            | 30   | 网页 （页面存档备份，存于） | 9月16日 江苏城市频道                   | 2011年3月21日 广东/东南卫视            | 潘仪君、何家劲、黄文豪、黄娟                                       | 民初 |
| 金大班                | 36   | 网页 （页面存档备份，存于） | 9月26日 江苏城市频道                   | 2009年12月6日 浙江/东方卫视            | 范冰冰、周渝民、方中信、范文芳、黄秋生、黄少祺                     | 民初 |
| 美女不坏              | 28   | 网页 （页面存档备份，存于） | 10月3日 土豆网                         |                                        | 许慧欣，谢娜，郭品超，刘婧                                         | 都市 |
| 大祠堂                | 40   | 网页 （页面存档备份，存于） | 10月6日 福建电视剧频道                 | 2012年7月30日 新疆卫视                 | 林心如、赵鸿飞、王雨、潘虹                                         | 民初 |
| 钻石豪门              | 39   |                             | 10月18日 上海电视剧频道                | 2010年4月11日 江苏卫视                 | 孙兴、刘雪华、蓝燕、戴娇倩、冯绍峰、陈莎莉                         | 民初 |
| 你永远不会独行        | 25   | 网页 （页面存档备份，存于） | 10月22日 广西都市频道                  | 2010年11月5日 云南卫视                 | 赵子琪，刘芸，牛青峰，张博                                         | 都市 |
| 倚天屠龙记            | 40   | 网页 （页面存档备份，存于） | 10月23日 温州新闻综合频道              | 2010年7月12日 江苏/天津/云南/重庆卫视  | 邓超、安以轩、刘竞、何琢言、张檬                                   | 古装 |
| 名门新娘              | 30   |                             |                                        | 10月23日 安徽卫视(上午)                | 刘汉强，习雪                                                       | 民初 |
| 跟红顶白大三元        | 40   |                             | 10月27日 南方影视频道                  |                                        | 陈秀雯，廖启智，龚慈恩，江华，罗家英                               | 民初 |
| 孔雀东南飞            | 36   |                             |                                        | 10月29日 央视八套                      | 孙菲菲、潘粤明、王姬、萨日娜                                       | 古装 |
| 小姨多鹤              | 36   | 网页 （页面存档备份，存于） | 10月31日 浙江教育科技/宁波新闻综合频道 | 2012年2月8日 安徽卫视                  | 孙俪、姜武、闫学晶、萨日娜                                         | 民初 |
| 女人的战争            | 33   |                             | 10月 广西综艺频道                      | 2011年12月3日 山东卫视                 | 潘虹，胡静，王新军，李勤勤，张丹峰                                 | 民初 |
| 百年虚云              | 20   |                             | 11月6日 珠江电影频道                   |                                        | 李起厚，斯琴高娃                                                   | 古装 |
| 又见阿郎              | 50   | 网页 （页面存档备份，存于） |                                        | 11月10日 央视八套                      | 江宏恩、江祖平、陈冠霖、丁力祺、楚宣                               | 都市 |
| 守着阳光守着你        | 34   |                             | 11月11日 马来西亚RTM TV2               |                                        | 明道、张默、陈乔恩、戴菲菲、黄依夏可                               | 都市 |
| 故梦                  | 42   | 网页 （页面存档备份，存于） |                                        | 11月18日 北京卫视                      | 陈坤、李小冉、罗海琼、胡可、郑佩佩                                 | 民初 |
| 大爱无敌              | 25   | 网页 （页面存档备份，存于） | 11月22日 昆明春城频道                  | 2010年6月11日辽宁/广西卫视             | 贾静雯，吴秀波，韩青，李勤勤                                       | 都市 |
| 夫妻一场              | 26   | 网页 （页面存档备份，存于） | 11月25日 上海东方电影频道              | 2010年10月6日 浙江卫视                 | 霍思燕、冯绍峰                                                     | 婚姻 |
| 娘妻                  | 38   |                             | 11月26日 沈阳影视频道                  | 2010年11月11日 安徽/东南/广东卫视      | 张玉嬿、刘恺威、佟丽娅                                             | 民初 |
| 媳妇的美好时代        | 36   | 网页 （页面存档备份，存于） | 11月26日 上海电视剧频道                | 2010年3月29日 东方/北京卫视            | 海清、黄海波、林申、柏寒                                           | 婚姻 |
| 莲花雨                | 30   |                             |                                        | 12月7日 央视一套                       | 李国毅、曾恺玹、潘敏世、宋汶霏                                     | 都市 |
| 一代大商孟洛川        | 36   |                             |                                        | 12月9日 央视八套                       | 张桐、柏寒、刘栋                                                   | 古装 |
| 男儿本色              | 38   | 网页 （页面存档备份，存于） | 12月15日 浙江钱江频道                  | 2010年6月1日 江苏/东南/四川/江西卫视   | 刘烨、罗嘉良、王雅捷、杨雪、江若琳、徐正曦、刘梓妍                 | 民初 |
| 苏菲日记第二季        | 60   |                             | 12月15日 土豆网                        |                                        | 徐艺涵、杨洋、蓝燕、彭敬、魏大勋                                   | 都市 |
| 大秦帝国              | 51   | 网页 （页面存档备份，存于） |                                        | 12月16日 河北/陕西/河南/东南卫视       | 侯勇、王志飞、高圆圆                                               | 古装 |
| 中国式相亲            | 28   |                             | 12月18日 武汉文艺频道                  |                                        | 曹曦文、姜鸿、郑佩佩、郭明翔、乔振宇                               | 婚姻 |
| 大瓷商                | 36   |                             |                                        | 12月23日 央视八套                      | 夏雨、伊能静、刘德凯、黄梅莹、万弘杰、韩雯雯、赵文瑄、宁静、薛佳凝 | 民初 |
| 瑞莲                  | 25   |                             | 12月24日 澳門廣播電視                  |                                        | 马苏、杨紫茳                                                       | 民初 |
| 青铜匕首              | 30   |                             | 12月26日 山东影视频道                  |                                        | 谷智鑫、刘园园                                                     | 科幻 |
| 南北大状              | 35   |                             | 12月28日 纬来育乐台                    |                                        | 李保田、陈小春、蔡小霞、梁琤、尹天照、谷祖琳                       | 古装 |
| 兵圣                  | 41   | 网页 （页面存档备份，存于） | 12月 常德公共频道首                    |                                        | 朱亚文、胡静、李泰、何琢言、许还幻                                 | 古装 |

## 谍战/抗战/年代/革命/乡土/生活/涉案/军旅
注：集数以国家广播电影电视总局公布为准，语言以普通话为主，按首播日期排序
| 剧名                        | 集数 | 专题                        | 首播(地方台/视频网)               | 首播(卫视/央视)                       | 主演                                                             | 题材 |
| --------------------------- | ---- | --------------------------- | --------------------------------- | ------------------------------------- | ---------------------------------------------------------------- | ---- |
| 走西口                      | 51   | 网页 （页面存档备份，存于） |                                   | 1月2日 央视一套                       | 杜淳、苗圃、富大龙                                               | 年代 |
| 牵挂 / 全家福之家和万事兴   | 30   |                             | 1月8日 成都影视文艺频道           | 2010年9月19日 央视一套                | 张国强、牛莉                                                     | 乡土 |
| 身份的证明                  | 32   | 网页 （页面存档备份，存于） | 1月10日 四川影视频道              | 2010年1月1日 江苏卫视                 | 张涵予，罗海琼，车晓                                             | 谍战 |
| 一个女人的史诗              | 34   | 网页 （页面存档备份，存于） |                                   | 1月10日 江苏卫视                      | 赵薇、刘烨、孙海英                                               | 革命 |
| 人间情缘                    | 32   |                             | 1月12日 江苏城市频道              | 12月10日 云南/吉林/辽宁/深圳卫视      | 邓超，范冰冰，李小冉，宋春丽                                     | 乡土 |
| 雾都魅影                    | 33   |                             |                                   | 1月17日 重庆卫视                      | 蓝燕、海顿                                                       | 谍战 |
| 一定爱幸福                  | 80   |                             |                                   | 1月18日 厦门卫视                      | 王中平、张静懿、安苡葳、周辰达                                   | 生活 |
| 关东大先生                  | 47   | 网页 （页面存档备份，存于） |                                   | 1月22日 央视八套                      | 赵本山，刘流，范伟，张晓飞，陈美心，于月仙，小沈阳               | 年代 |
| 清凌凌的水蓝莹莹的天II      | 40   | 网页 （页面存档备份，存于） |                                   | 2月1日 央视一套                       | 孙宁，姜超，潘阳                                                 | 生活 |
| 北风那个吹                  | 36   | 网页 （页面存档备份，存于） |                                   | 2月18日 山东卫视                      | 夏雨、闫妮、马苏、于恒                                           | 乡土 |
| 杀出绝地                    | 30   |                             |                                   | 2月14日 央视八套                      | 王亚楠，郭金                                                     | 革命 |
| 贫富人生                    | 24   |                             | 2月15日 天津文娱频道              | 5月31日 北京卫视                      | 徐帆，吴京安                                                     | 生活 |
| 杀虎口                      | 31   | 网页 （页面存档备份，存于） | 2月16日 上海新闻综合频道          | 3月31日 安徽/山东/江西/云南卫视       | 李光洁，陶蓉，张磊，唐于鸿                                       | 抗战 |
| 叶挺将军                    | 25   |                             |                                   | 2月22日 央视一套                      | 高发、刘劲、汪裴                                                 | 革命 |
| 没有语言的生活              | 20   |                             |                                   | 2月23日 央视八套                      | 倪萍，刘威，唐嫣，李明启                                         | 生活 |
| 中国维和警察                | 20   |                             |                                   | 3月2日 央视八套                       | 苗圃，王洛勇，寇振海，赵岩松                                     | 涉案 |
| 绝地逢生                    | 20   |                             |                                   | 3月5日 央视一套                       | 杜源，童蕾                                                       | 乡土 |
| 我的团长我的团              | 43   | 网页 （页面存档备份，存于） |                                   | 3月5日 江苏/云南/东方、7日 北京卫视   | 段奕宏、张译、张国强、李晨、邢佳栋、王迅                         | 抗战 |
| 剑·谍                       | 32   |                             | 3月12日 武汉文艺频道              | 10月23日 重庆/吉林/辽宁/云南卫视      | 吴秀波、唐于鸿、施京明、牛飘                                     | 谍战 |
| 大生活                      | 35   | 网页 （页面存档备份，存于） | 3月18日 成都都市生活频道          | 6月16日 深圳卫视                      | 张国立，张嘉译，赵涛，韩雨芹                                     | 生活 |
| 国家行动                    | 27   |                             |                                   | 3月19日 央视一套                      | 闫妮，杨树泉                                                     | 生活 |
| 苍天厚土                    | 33   |                             | 3月22日 芜湖新闻综合频道          | 2013年12月26日 央视八套               | 鲍国安，罗钢                                                     | 乡土 |
| 延安锄奸                    | 27   |                             | 3月25日 沈阳综合频道              | 9月15日 重庆/山东/贵州/广西卫视       | 刘劲、陈紫函                                                     | 抗战 |
| 谍变1939                    | 35   |                             | 3月29日 沈视综合频道              | 6月28日 山东/河南卫视                 | 许晴，王佳宁，王晓晨，董勇                                       | 谍战 |
| 我们的八十年代              | 22   | 网页 （页面存档备份，存于） | 3月30日 哈尔滨新闻综合频道        | 2010年11月14日 广西/河北/重庆卫视     | 夏雨，左小青，张洪睿，齐襄                                       | 乡土 |
| 潜伏                        | 30   | 网页 （页面存档备份，存于） | 3月31日 吉林都市频道              | 4月1日 北京/东方卫视                  | 孙红雷、姚晨、沈傲君、祖峰、冯恩鹤、吴刚                         | 谍战 |
| 名门劫                      | 28   |                             | 3月26日 深圳电视剧频道            |                                       | 高明、沈佳妮、周一围、孔琳                                       | 年代 |
| 喜耕田的故事2               | 22   |                             |                                   | 4月1日 央视一套                       | 林永健，王亚军                                                   | 乡土 |
| 敌特在行动                  | 28   |                             | 4月3日 上海东方电影频道           | 9月14日 天津/河北/河南/陕西卫视       | 刘小锋，汪芫                                                     | 谍战 |
| 秘密图纸                    | 30   | 网页 （页面存档备份，存于） | 4月15日 上海新闻综合频道          | 6月7日 东方/重庆卫视                  | 王志飞，王晓娟，杨志刚，吴越                                     | 谍战 |
| 穷妈妈富妈妈                | 30   |                             | 4月17日 成都影视文艺频道          | 2010年6月28日 北京卫视                | 宋春丽，李成儒                                                   | 生活 |
| 热爱 / 大镇反               | 27   | 网页 （页面存档备份，存于） | 4月24日 云南都市频道/吉林都市频道 | 2010年4月20日 广西卫视                | 苏有朋、韩雪、陈龙、薛佳凝                                       | 谍战 |
| 四世同堂                    | 40   | 网页 （页面存档备份，存于） |                                   | 4月28日 央视一套                      | 黄磊、蒋勤勤、赵宝刚、元秋                                       | 年代 |
| 保姆妈妈                    | 26   |                             | 5月1日 武汉文艺频道               | 2010年5月5日 云南/陕西卫视            | 奚美娟，朱胜强，张凯丽，巫刚，李宗翰，高云翔，高露               | 生活 |
| 江城令                      | 31   |                             | 5月10日 黑龙江影视频道            | 2010年8月30日 四川/河南/江西/重庆卫视 | 马跃、陶泽如、李曼、韩栋、斯琴高娃                               | 谍战 |
| 燃烧的生命                  | 33   | 网页 （页面存档备份，存于） |                                   | 5月11日 央视八套                      | 刘威 高明                                                        | 乡土 |
| 反抗之真心英雄              | 27   | 网页 （页面存档备份，存于） | 5月18日 山东齐鲁频道              | 12月20日 广西/贵州/重庆卫视           | 吴樾，李彧，许还幻                                               | 抗战 |
| 大国医                      | 40   | 网页 （页面存档备份，存于） |                                   | 5月21日 央视八套                      | 赵文瑄，徐帆                                                     | 年代 |
| 保卫延安                    | 28   |                             |                                   | 5月20日 央视一套                      | 唐国强、耿乐、潘雨辰、姚居                                       | 革命 |
| 地下地上                    | 40   | 网页 （页面存档备份，存于） | 5月21日 武汉文艺频道              | 8月30日 江苏卫视                      | 任程伟、巍子、韩雪、王雅捷                                       | 谍战 |
| 美丽的事                    | 41   |                             | 5月25日 沈阳影视频道              | 12月9日 北京卫视                      | 倪萍，英达                                                       | 生活 |
| 最后的99天                  | 32   | 网页                        | 5月29日 湖北综合频道              | 9月30日 天津卫视                      | 张涵予、段奕宏                                                   | 谍战 |
| 中国家庭 / 中国家庭之新渴望 | 30   |                             | 5月30日 上海电视剧频道            | 2010年3月22日 天津/江西/辽宁/河北卫视 | 姚芊羽、杜淳、邵兵、刘莉莉、张凯丽                               | 乡土 |
| 超人马大姐                  | 40   |                             | 5月31日 青岛电视剧频道            | 8月19日 天津卫视                      | 蔡明，虞梦                                                       | 生活 |
| 嫁衣                        | 28   | 网页 （页面存档备份，存于） | 5月31日 吉林都市频道              | 11月4日 北京卫视                      | 孙松，何政军，何赛飞，吕一                                       | 生活 |
| 人间正道是沧桑              | 50   | 网页 （页面存档备份，存于） |                                   | 6月2日 央視八套                       | 孙红雷、黄志忠、张恒、柯蓝、张志坚、黄品沅                       | 抗战 |
| 誓言永恒                    | 28   |                             |                                   | 6月4日 央视一套                       | 高明，许子风，江珊                                               | 谍战 |
| 狙击手                      | 25   | 网页 （页面存档备份，存于） | 6月5日 湖南电视剧频道             | 9月23日 陕西/四川/云南/重庆卫视       | 佟大为，邵峰，李依晓，霍青，刘孜，毛孩，矢野浩二                 | 抗战 |
| 人活一张脸                  | 35   | 网页 （页面存档备份，存于） | 6月12日 济南新闻综合频道          | 10月4日 江苏卫视                      | 吕丽萍、辛柏青、刘威、王奎荣、于月仙、林家川                     | 乡土 |
| 龙须沟                      | 34   | 网页 （页面存档备份，存于） | 6月14日 北京影视频道              |                                       | 李诚儒，马以，蔡雯艳                                             | 乡土 |
| 真情无限之养母·生母         | 25   |                             |                                   | 6月16日 安徽卫视                      | 王茜华，徐露，李小萌                                             | 生活 |
| 我的兄弟叫顺溜              | 26   |                             |                                   | 6月18日 央视一套                      | 王宝强、張國強、战菁一、徐洪浩、常铖、宁晓志                     | 谍战 |
| 关中枪声                    | 32   |                             |                                   | 6月18日 央视八套                      | 李亚鹏，赵纯阳                                                   | 年代 |
| 翡翠凤凰                    | 40   | 网页 （页面存档备份，存于） | 6月24日 云南都市频道              | 2012年6月20日 央视八套                | 于荣光，郭金，颖儿                                               | 抗战 |
| 战地浪漫曲                  | 36   | 网页 （页面存档备份，存于） | 6月29日 济南新闻综合频道          | 12月9日 重庆/四川/江苏/天津卫视       | 林永健，陶慧敏，戴娇倩                                           | 革命 |
| 一锁五十年                  | 30   |                             |                                   | 6月29日 北京卫视                      | 何冰，韩童生，彭心宜                                             | 生活 |
| 对手                        | 45   | 网页 （页面存档备份，存于） | 7月5日 北京影视频道               | 7月21日 江苏卫视                      | 冯远征，赵文瑄，邬倩倩，黄维德，石小群                           | 谍战 |
| 女工                        | 26   |                             | 7月6日 山东影视频道               | 9月15日 辽宁/山西/广西/甘肃卫视       | 杨圣文，萨日娜                                                   | 乡土 |
| 重案六组3                   | 36   |                             | 7月6日 北京影视频道               | 2010年11月11日 云南卫视               | 王超、王茜、刘钧、张潮                                           | 涉案 |
| 火线追凶                    | 10   | 网页 （页面存档备份，存于） |                                   | 7月8日 央视电影频道                   | 钟汉良、释小龙、齐芳                                             | 涉案 |
| 金色农家                    | 34   |                             |                                   | 7月8日 央视一套                       | 程煜，李佳                                                       | 乡土 |
| 太安堂·玉井传奇             | 25   |                             | 7月13日 广东潮州电视台            |                                       | 胡军、陈松伶、巍子、孙思翰、刘添月                               | 年代 |
| 望族                        | 40   | 网页 （页面存档备份，存于） |                                   | 7月19日 央视八套                      | 王斑，殷桃，富大龙，文章                                         | 年代 |
| 在那遥远的地方              | 29   |                             |                                   | 7月26日 央视一套                      | 李幼斌、殷桃、吴健、沈晓海                                       | 军旅 |
| 虎胆雄心                    | 44   |                             |                                   | 8月1日 央视八套                       | 杜淳、王鹏凯、阿斯茹、朱虹                                       | 谍战 |
| 幸福好滋味                  | 35   |                             |                                   | 8月8日 厦门卫视                       | 陈仙梅、林佑星、黄建群、朱永德                                   | 生活 |
| 苍天                        | 28   | 网页 （页面存档备份，存于） |                                   | 8月10日 央視一套                      | 王学圻、郑萍                                                     | 乡土 |
| 秘密列车                    | 30   | 网页 （页面存档备份，存于） | 8月10日 北京影视频道              | 9月1日 辽宁/广东/四川卫视             | 周杰，于洋，王雅捷，刘芸，张嘉译，马少骅                         | 谍战 |
| 黑玫瑰                      | 36   |                             | 8月13日 浙江钱江都市频道          | 2010年6月7日 贵州卫视                 | 于震、陈紫函、赵雪莲、姜鸿                                       | 谍战 |
| 缉毒先锋                    | 28   | 网页 （页面存档备份，存于） |                                   | 8月15日 央视八套                      | 石凉，冯国强，杨童舒，张晞临                                     | 涉案 |
| 闯关东中篇 / 闯关东2        | 55   | 网页 （页面存档备份，存于） |                                   | 8月17日 北京卫视                      | 王茜华，苗圃，董璇，濮存昕                                       | 年代 |
| 勋章                        | 30   | 网页 （页面存档备份，存于） |                                   | 8月19日 安徽卫视                      | 林熙越，潘雨辰                                                   | 抗战 |
| 北平战与和                  | 34   | 网页 （页面存档备份，存于） |                                   | 8月24日 央视八套                      | 刘劲，陈逸恒                                                     | 革命 |
| 今生欠你一个拥抱            | 20   | 网页 （页面存档备份，存于） |                                   | 8月25日 央视一套                      | 富大龙，吴晓敏，小张铎，李明启，李依晓                           | 生活 |
| 幸福的完美                  | 20   |                             | 8月25日 珠江电影频道              |                                       | 印小天，于小伟，黄奕，薛佳凝                                     | 军旅 |
| 红色电波                    | 32   | 网页 （页面存档备份，存于） | 8月26日 上海东方电影频道          | 9月14日 浙江/四川/云南/深圳卫视       | 郭晓东，刘小峰，秦岚，张萌，朱泳腾                               | 谍战 |
| 人到中年                    | 33   | 网页 （页面存档备份，存于） | 8月29日 北京影视频道              |                                       | 陈冲、冯远征                                                     | 生活 |
| 风雨雕花楼                  | 40   |                             | 9月3日 上海电视剧频道             | 2010年6月18日 安徽卫视                | 杜志国，温峥嵘                                                   | 年代 |
| 猎鹰1949                    | 39   |                             | 9月4日 齐鲁电视台                 | 2010年4月22日 江西卫视                | 张子健、梁冠华、曲栅栅、苑冉                                     | 谍战 |
| 谍影重重之上海              | 28   | 网页 （页面存档备份，存于） |                                   | 9月5日 央视八套                       | 李光洁，秦海璐，廖凡                                             | 谍战 |
| 解放                        | 50   | 网页 （页面存档备份，存于） |                                   | 9月7日 央視一套                       | 唐国强、刘劲                                                     | 革命 |
| 相伴                        | 29   |                             | 9月7日 上海东方电影频道           | 10月20日 北京卫视                     | 张国立，宋丹丹，曾培，韩雨芹                                     | 生活 |
| 大境门                      | 40   |                             | 9月8日 山西经济资讯频道           | 2010年1月1日 山东/广西/山西/辽宁卫视  | 刘钧，王挺                                                       | 年代 |
| 贤妻良母                    | 32   |                             | 9月9日 江苏城市频道               | 2010年5月13日 山东卫视                | 白珊，岳跃利，郑佩佩，戴春荣，张彤，李倩，何晟铭，李菲儿，周牧茵 | 乡土 |
| 江阴要塞                    | 20   |                             |                                   | 9月12日 央视八套                      | 刘涛、韩栋                                                       | 革命 |
| 勇者无敌                    | 32   |                             |                                   | 9月13日 东方/北京卫视                 | 陈宝国、郭广平、黄曼、韩童生                                     | 谍战 |
| 七十七封阵亡通知书          | 30   | 网页 （页面存档备份，存于） | 9月15日 沈阳综合频道              | 11月30日 江西卫视                     | 王学圻，侯勇                                                     | 革命 |
| 生死线                      | 48   | 网页 （页面存档备份，存于） | 9月19日 山东影视频道              | 2010年1月1日 云南/贵州/重庆/吉林卫视  | 廖凡、杨烁、张译、李晨                                           | 谍战 |
| 女人的村庄                  | 30   |                             |                                   | 9月20日 央视八套                      | 王茜华，闫学晶，黄晓娟                                           | 乡土 |
| 春桃的战争                  | 40   | 网页 （页面存档备份，存于） | 9月23日 嘉兴新闻频道              | 2010年9月13日 广西卫视                | 马雅舒、贾乃亮、张恒、曹卫宇                                     | 年代 |
| 家后                        | 30   |                             | 9月27日 上海电视剧频道            | 2011年2月26日 江西卫视                | 徐洁儿，郭凯敏，陈亦飞，张芝华                                   | 生活 |
| 东方红1949                  | 40   | 网页 （页面存档备份，存于） |                                   | 9月28日 黑龙江/浙江/安徽/吉林卫视     | 唐国强，郭连文，王伍福，李中坚，孙维民                           | 革命 |
| 战火中青春                  | 30   |                             | 9月29日 上海东方电影频道          | 2010年4月2日 广东卫视                 | 贾青，黄明                                                       | 抗战 |
| 特殊争夺                    | 29   | 网页 （页面存档备份，存于） |                                   | 9月29日 央视八套                      | 靳东，周扬，姚安濂，刘希媛                                       | 谍战 |
| 红警                        | 22   |                             | 10月1日 优酷网                    |                                       | 孙洪涛，刘添月，牟凤彬                                           | 涉案 |
| 红官窑                      | 23   |                             | 10月1日 视频网                    |                                       | 李进荣 / 舒畅                                                    | 生活 |
| 八千湘女上天山              | 26   | 网页 （页面存档备份，存于） |                                   | 10月2日 湖南卫视                      | 刘娴，卢卓婕，徐海鹏，习雪，任重                                 | 革命 |
| 冷箭                        | 35   | 网页 （页面存档备份，存于） |                                   | 10月2日 央视八套                      | 黄志忠，王力可，房子斌，刘琳                                     | 谍战 |
| 战士                        | 28   |                             | 10月2日 南方影视频道              | 2010年5月4日 四川/贵州/江西/河南卫视  | 王挺，杜志国，叶静，赵子惠                                       | 革命 |
| 雾里看花                    | 20   | 网页 （页面存档备份，存于） |                                   | 10月9日 央视八套                      | 邢佳栋，李幼斌，宋佳，张博                                       | 涉案 |
| 决战黎明 / 开国岁月         | 44   | 网页 （页面存档备份，存于） | 10月11日 北京文艺频道             | 2010年5月28日 东方卫视                | 韩青，张延，修庆，郭凯敏，寇振海                                 | 革命 |
| 沧海                        | 48   | 网页 （页面存档备份，存于） |                                   | 10月15日 央视一套                     | 尤勇，李幼斌                                                     | 军旅 |
| 鸽子哨                      | 36   |                             |                                   | 11月6日 央视一套                      | 秦海璐、王斑、李滨、谢钢、李勤勤                                 | 乡土 |
| 鹰隼大队                    | 20   |                             |                                   | 11月6日 央视一套                      | 沙溢、殷桃、林永健、姬晨牧                                       | 涉案 |
| 空巢                        | 26   |                             | 11月17日 沈阳影视频道             |                                       | 奚美娟，黄梅莹，张少华                                           | 生活 |
| 密战                        | 30   | 网页 （页面存档备份，存于） |                                   | 11月17日 央视一套                     | 刘佳 王策 墨阳 李幼斌                                            | 涉案 |
| 历史的进程                  | 30   | 网页 （页面存档备份，存于） | 11月25日 山东齐鲁频道             |                                       | 连奕名、聂远、杨若兮、王茜华                                     | 革命 |
| 成家立业                    | 31   | 网页 （页面存档备份，存于） | 11月25日 天津文艺频道             | 2011年8月1日 北京卫视                 | 宋春丽、郝平、辛柏青、朱雨辰                                     | 革命 |
| 沂蒙                        | 30   | 网页 （页面存档备份，存于） |                                   | 11月27日 央视八套                     | 迟蓬,马少骅                                                      | 乡土 |
| 金凤花开                    | 25   | 网页 （页面存档备份，存于） |                                   | 12月2日 央视一套                      | 左小青，郑昊，王学兵，王雨                                       | 革命 |
| 人生风雨情 / 杂技皇后夏菊花 | 20   |                             |                                   | 12月5日 湖北/东方卫视                 | 侯钧升，张檬，斯琴高娃                                           | 乡土 |
| 冷枪                        | 30   |                             | 12月7日 广州综合频道              |                                       | 严屹宽，胡可                                                     | 谍战 |
| 婚后三十年                  | 40   |                             | 12月8日 上海电视剧频道            | 2011年11月7日 贵州卫视                | 李宗翰，涓子，何建泽，岳红，何彦霓，张定涵                       | 乡土 |
| 烽火影人                    | 31   |                             | 12月14日 成都影视文艺频道         |                                       | 朱亚文，罗海琼，乔振宇，许还幻，袁文康，刘佩琦                   | 抗战 |
| 情系北大荒                  | 30   | 网页 （页面存档备份，存于） |                                   | 12月15日 央视一套                     | 朱亚文，梁林琳，齐奎，黄小蕾                                     | 革命 |
| 丐侠传奇                    | 30   |                             | 12月18日 南京影视频道             | 2010年1月22日广西/山东/河南卫视       | 温兆伦，赵毅，何中华                                             | 年代 |
| 战后之战                    | 30   | 网页 （页面存档备份，存于） | 12月21日 北京影视频道             | 2010年4月2日 江西卫视                 | 于震，黄俊鹏，淳于珊珊，杨蕊                                     | 抗战 |